# 瑶湖定修段
瑶湖定修段位于南昌市南昌县昌东镇（南昌高新技术产业开发区代管）与青山湖区罗家镇交界处，艾溪湖路南侧、尤氨公路西侧，是南昌轨道交通1号线一期的一个车辆段，接轨1号线一期艾溪湖东站。
原计划占地约353.38亩，后改为约360亩。
段内设有杂品库，运用库，综合楼，试车机具间，综合维修中心，洗车机库及控制室，污水处理站，食堂，镟轮库，检修库，物资总库，牵引降压混合变电所，会议中心，培训中心及乘务员公寓，地铁公安派出所和两个门卫入口。

## 结构
有检修库、运用库等17栋房屋；此外瑶湖定修段将配备4台电梯；地铁公安分局城东派出所设置在瑶湖定修段旁。

## 历史
- 2009年6月2日《南昌市轨道交通1号线一期工程环境影响报告书（简本）》公示，将在紫阳大道北侧、尤氨公路西侧建设占地约28.6公顷的瑶湖定修段[23][24]。
- 2010年8月30日的1号线一期24个站进行征名中本定修段的位置改为现址[25]。
- 2011年8月瑶湖定修段工程正式全国招标[26]。
- 2013年12月3日为保证2014年7月1日的首列地铁列车入库，定修段开始了铺轨施工[27][28]。
- 2013年12月6日艾溪湖东站至瑶湖定修段入段线区间盾构始发[29]。
- 2014年3月8日艾溪湖东站至瑶湖定修段盾构区间出段线贯通[30]。
- 2014年7月1日首列列车入库[31]。
- 2014年11月7日用于1号线相关维护的工程车内燃机车4台、平板车5台、网轨检测车1台、隧道清洗车1台、接触网架线作业车1台、接触网放线作业车1台和接触网刚性悬挂安装作业平台1个入库定修段[32][33]。